# Cheiracanthium rehobothense
Cheiracanthium rehobothense là một loài nhện trong họ Miturgidae.
Loài này thuộc chi Cheiracanthium. Cheiracanthium rehobothense được Embrik Strand miêu tả năm 1915.